# Л’Иль-де-Ноэ
Л’Иль-де-Ноэ́ (фр. L'Isle-de-Noé) — коммуна во Франции, находится в регионе Юг — Пиренеи. Департамент — Жер. Входит в состав кантона Монтескью. Округ коммуны — Миранд.
Код INSEE коммуны — 32159.

## География

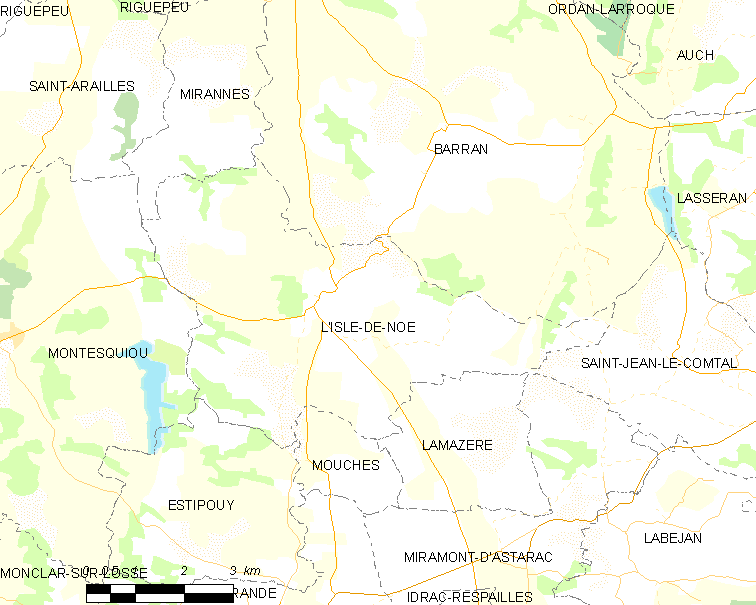
Карта коммуны

Коммуна расположена приблизительно в 610 км к югу от Парижа, в 85 км западнее Тулузы, в 16 км к юго-западу от Оша.
По территории коммуны протекают реки Баиз и Петит-Баиз.

## Климат
Климат умеренно-океанический. Лето жаркое и немного дождливое, температура часто превышает 35 °С. Зимой часто бывает отрицательная температура и ночные заморозки. Годовое количество осадков — 700—900 мм.

## Население
Население коммуны на 2010 год составляло 549 человек.
| 1962 | 1968 | 1975 | 1982 | 1990 | 1999 | 2010 |
| ---- | ---- | ---- | ---- | ---- | ---- | ---- |
| 537  | 567  | 528  | 564  | 490  | 443  | 549  |

## Администрация
| Период | Период | Фамилия      | Партия | Примечания |
| ------ | ------ | ------------ | ------ | ---------- |
| 2001   | 2020   | Патрис Дизон |        |            |

## Экономика
В 2010 году среди 323 человек трудоспособного возраста (15-64 лет) 246 были экономически активными, 77 — неактивными (показатель активности — 76,2 %, в 1999 году было 71,7 %). Из 246 активных жителей работали 225 человек (118 мужчин и 107 женщин), безработных было 21 (11 мужчин и 10 женщин). Среди 77 неактивных 21 человек были учениками или студентами, 37 — пенсионерами, 19 были неактивными по другим причинам.

## Достопримечательности
- Церковь Св. Петра (XIII век)
- Замок XVIII века. Архитектор — Пьер Расин[фр.]. Исторический памятник с 1981 года[4]
- Галло-романский мост-плотина через реку Жельнёв

## Фотогалерея

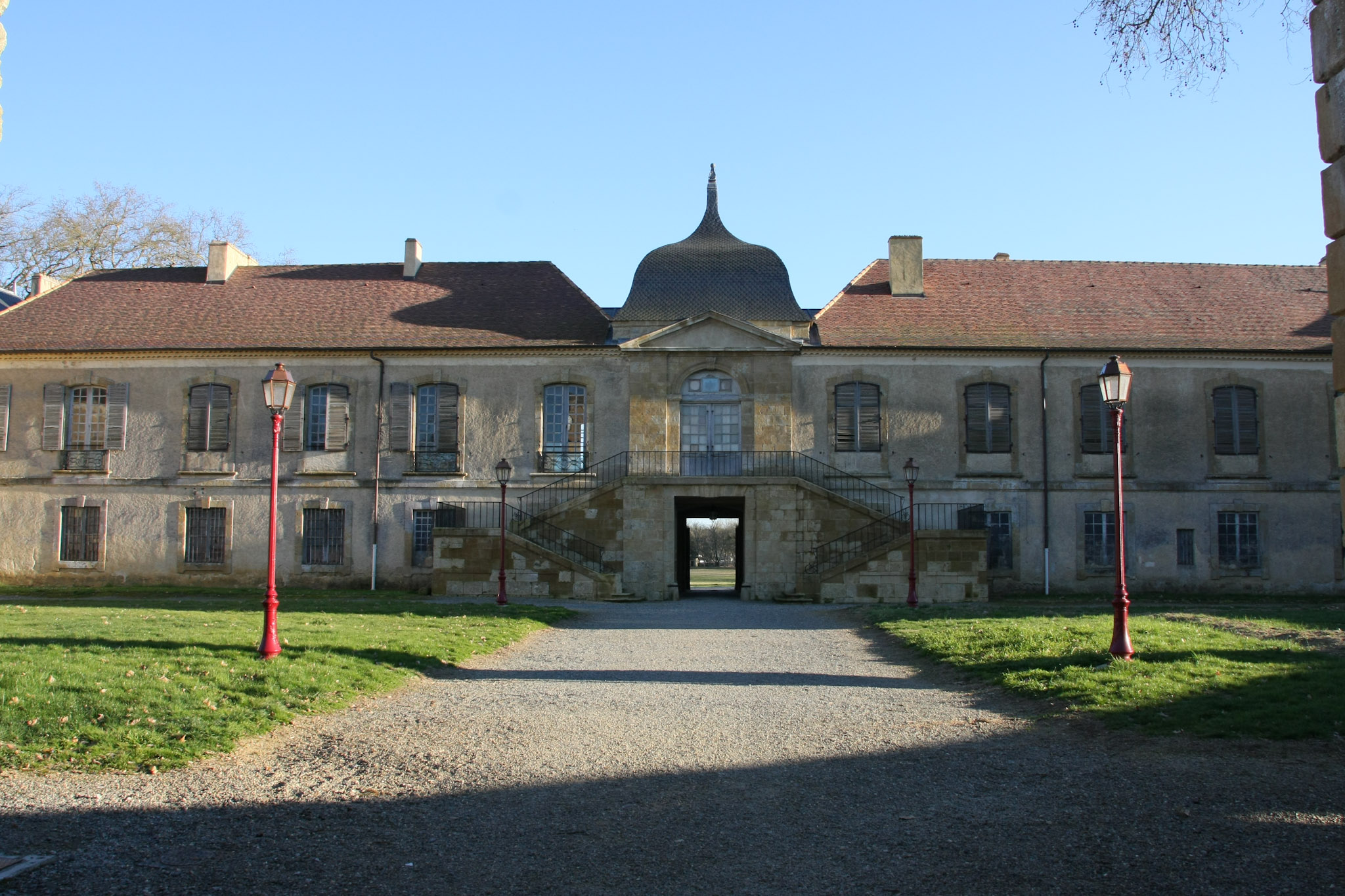
Замок
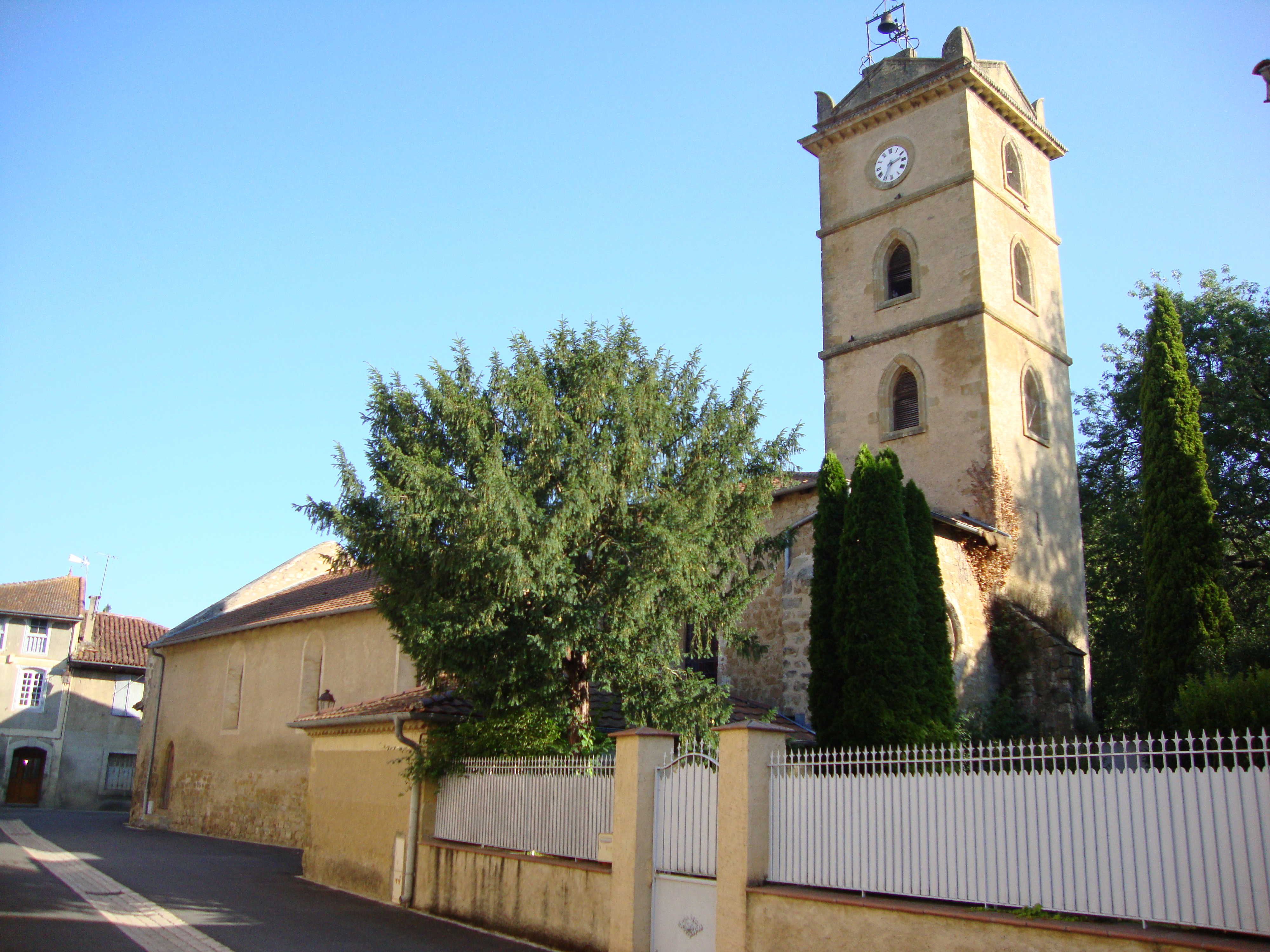
Церковь Св. Петра
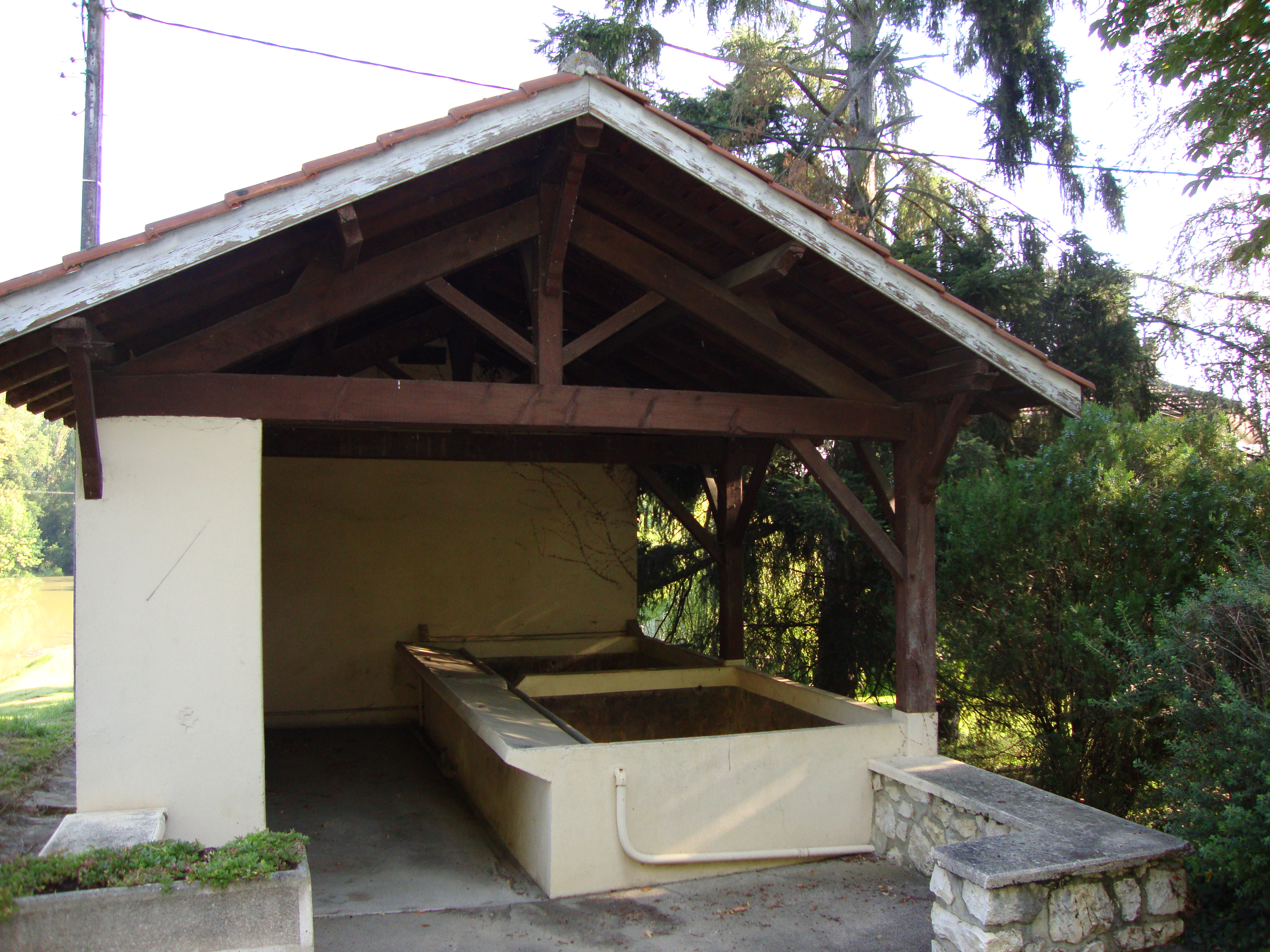
Общественная прачечная
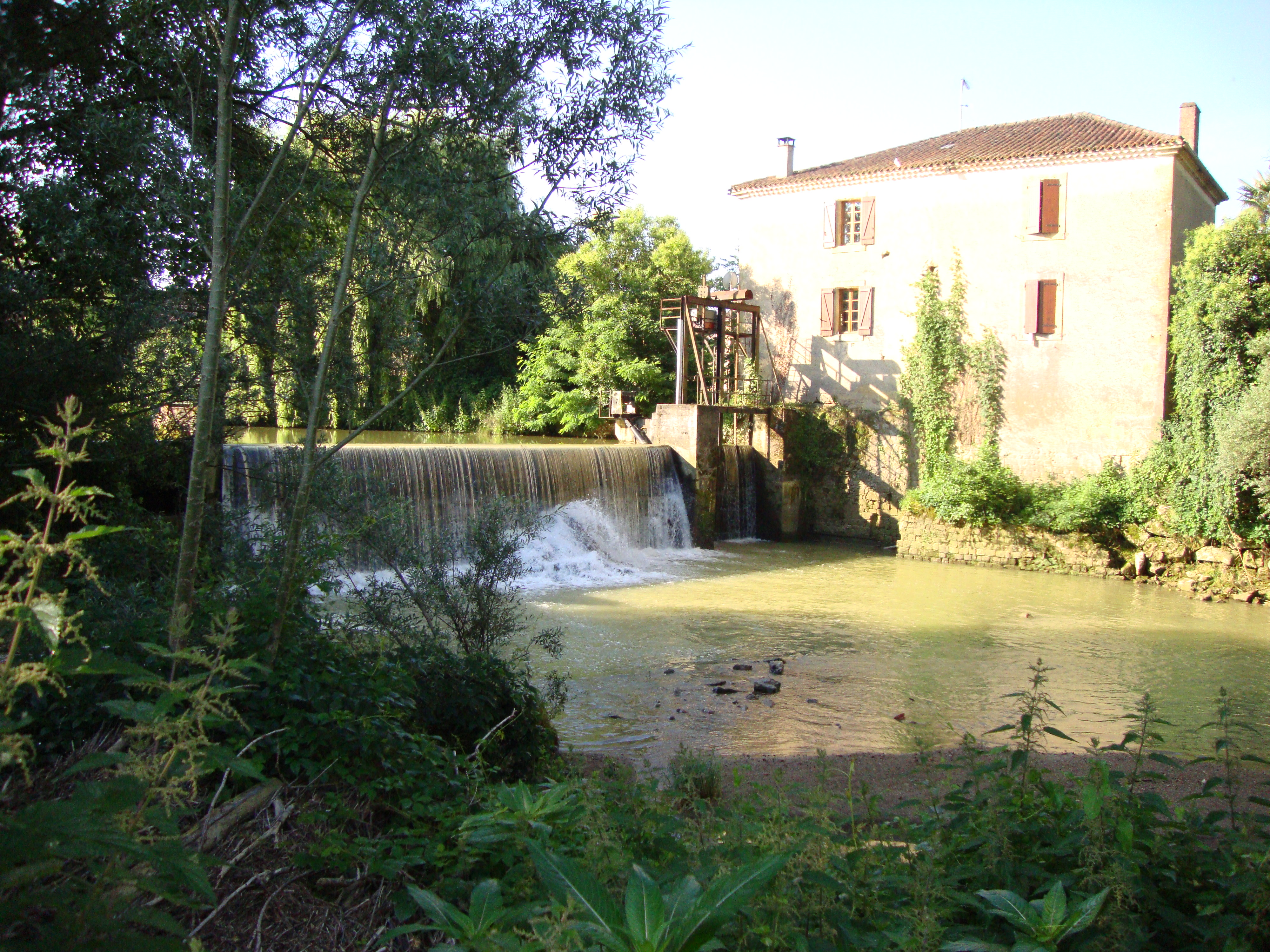
Река Петит-Баиз
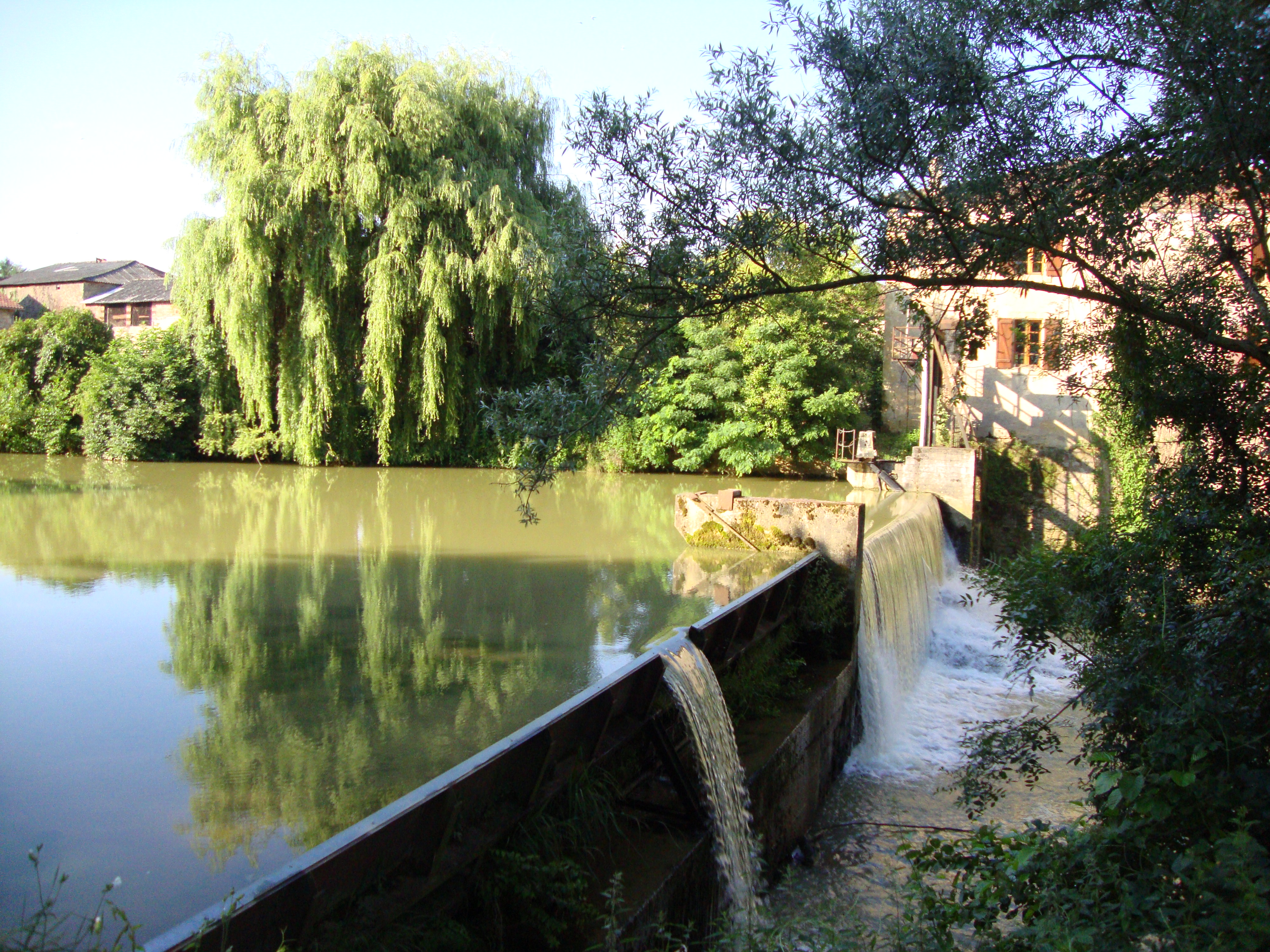
Река Петит-Баиз
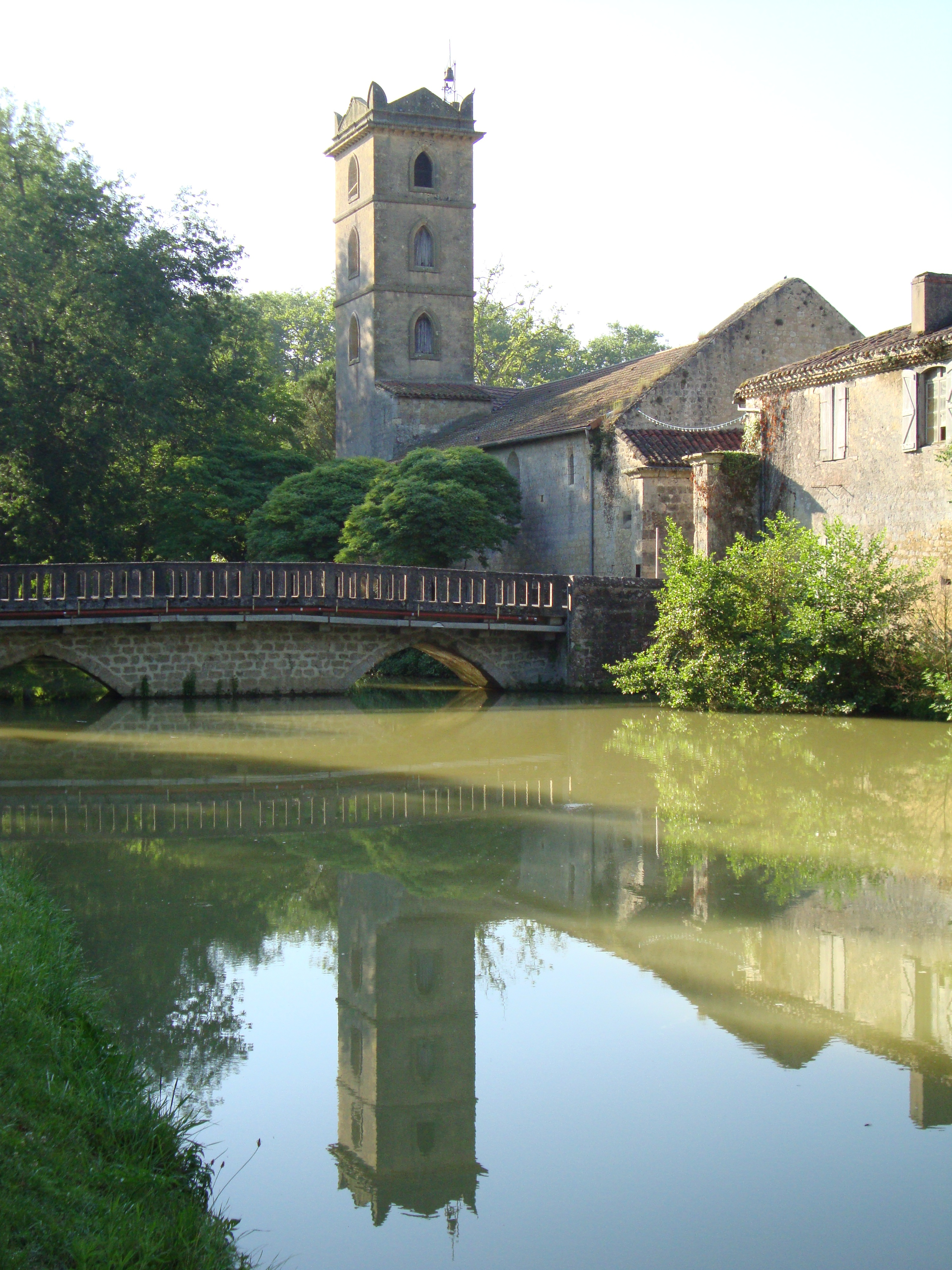
Мост через реку Петит-Баиз